# Blessid Union of Souls
Blessid Union of Souls es una banda de rock estadounidense formada en 1990 y originaria de Cincinnati.
Algunos de las canciones más exitosas de la banda son: "I Believe", "Hey, Leonardo (She Likes Me for Me)", "I Wanna Be There", y "Brother My Brother". El álbum debut de la banda, "Home", llegó a ser disco de oro en 1995.

## Discografía
- Home (1995)
- Blessid Union of Souls (1997)
- Walking Off the Buzz (1999)
- Perception (2005)
- Close to the Edge (2008)
- The Mission Field (2011)

## Miembros
- Eliot Sloan - voz
- Tony Clark - bajo
- Jeff Pence - guitarra
- Shaun Schaefer - batería
- Bryan Billhimer - guitarra

### Exmiembros
Dejaron la banda en el año 2002.
- C.P. Roth - guitarra
- Eddie Hedges - batería